# Бросквари
Бросквари (итал. Brosquari) је насељено место у саставу општине Вишњан у Истарској жупанији, Хрватска. До територијалне реорганизације у Хрватској налазили су се у саставу старе општине Пореч.

## Становништво
Према последњем попису становништва из 2011. године у насељу Бросквари живело је 16 становника.
| година пописа  | 1857 | 1869 | 1880 | 1890 | 1900 | 1910 | 1921 | 1931 | 1948 | 1953 | 1961 | 1971 | 1981 | 1991 | 2001 | 2011 |
| бр. становника | 0    | 0    | 0    | 0    | 0    | 0    | 0    | 0    | 26   | 26   | 19   | 20   | 19   | 19   | 16   | 16   |

Напомена:Исказује се као део насеља од 1948, а као насеље од 1991. касд је настало издвајањем дела из насеља Буцаловићи.